# Amphoe Khong Chai
Amphoe Khong Chai (Thai: อำเภอ ฆ้องชัย) ist ein Landkreis (Amphoe – Verwaltungs-Distrikt) im Süden der Provinz Kalasin. Die Provinz Kalasin liegt in der Nordostregion von Thailand, dem so genannten Isan.

## Geographie
Die Nachbarbezirke sind im Uhrzeigersinn von Norden startend: die Amphoe Yang Talat, Mueang Kalasin und Kamalasai in der Provinz Kalasin, Amphoe Changhan der Provinz Roi Et, sowie die Amphoe Mueang Maha Sarakham und Kantharawichai der Provinz Maha Sarakham.

## Geschichte
Khong Chai wurde am 1. Juli 1997 zunächst als  „Zweigkreis“ (King Amphoe) angelegt, indem er vom Amphoe Kamalasai abgetrennt wurde.
Am 15. Mai 2007 hatte die thailändische Regierung beschlossen, alle 81 King Amphoe in den einfachen Amphoe-Status zu erheben, um die Verwaltung zu vereinheitlichen.
Mit der Veröffentlichung in der Royal Gazette „Issue 124 chapter 46“ vom 24. August 2007 trat dieser Beschluss offiziell in Kraft.

## Verwaltung

### Provinzverwaltung
Der Landkreis Khong Chai ist in fünf Tambon („Unterbezirke“ oder „Gemeinden“) eingeteilt, die sich weiter in 45 Muban („Dörfer“) unterteilen.
| Nr. | Name                 | Thai      | Muban | Einw. |
| --- | -------------------- | --------- | ----- | ----- |
| 1.  | Khong Chai Phatthana | ฆ้องชัยพัฒนา | 11    | 6.788 |
| 2.  | Lao Klang            | เหล่ากลาง  | 08    | 4.572 |
| 3.  | Khok Sa-at           | โคกสะอาด  | 12    | 7.587 |
| 4.  | Non Sila Loeng       | โนนศิลาเลิง | 06    | 4.606 |
| 5.  | Lam Chi              | ลำชี       | 08    | 3.693 |

### Lokalverwaltung
Es gibt eine Kommune mit „Kleinstadt“-Status (Thesaban Tambon) im Landkreis:
- Khong Chai Phatthana (Thai: เทศบาลตำบลฆ้องชัยพัฒนา) besteht aus dem gesamten Tambon Khong Chai Phatthana.

Außerdem gibt es vier „Tambon-Verwaltungsorganisationen“ (องค์การบริหารส่วนตำบล – Tambon Administrative Organizations, TAO):
- Lao Klang (Thai: องค์การบริหารส่วนตำบลเหล่ากลาง)
- Khok Sa-at (Thai: องค์การบริหารส่วนตำบลโคกสะอาด)
- Non Sila Loeng (Thai: องค์การบริหารส่วนตำบลโนนศิลาเลิง)
- Lam Chi (Thai: องค์การบริหารส่วนตำบลลำชี)